# Ukrajna közlekedése
Ukrajna közlekedésének gerincét az úthálózat és a vasút adja, ezen kívül a kereskedelmi forgalomban nagy jelentősége van a kikötőknek is.

## Úthálózat
- összesen: 169 477 km

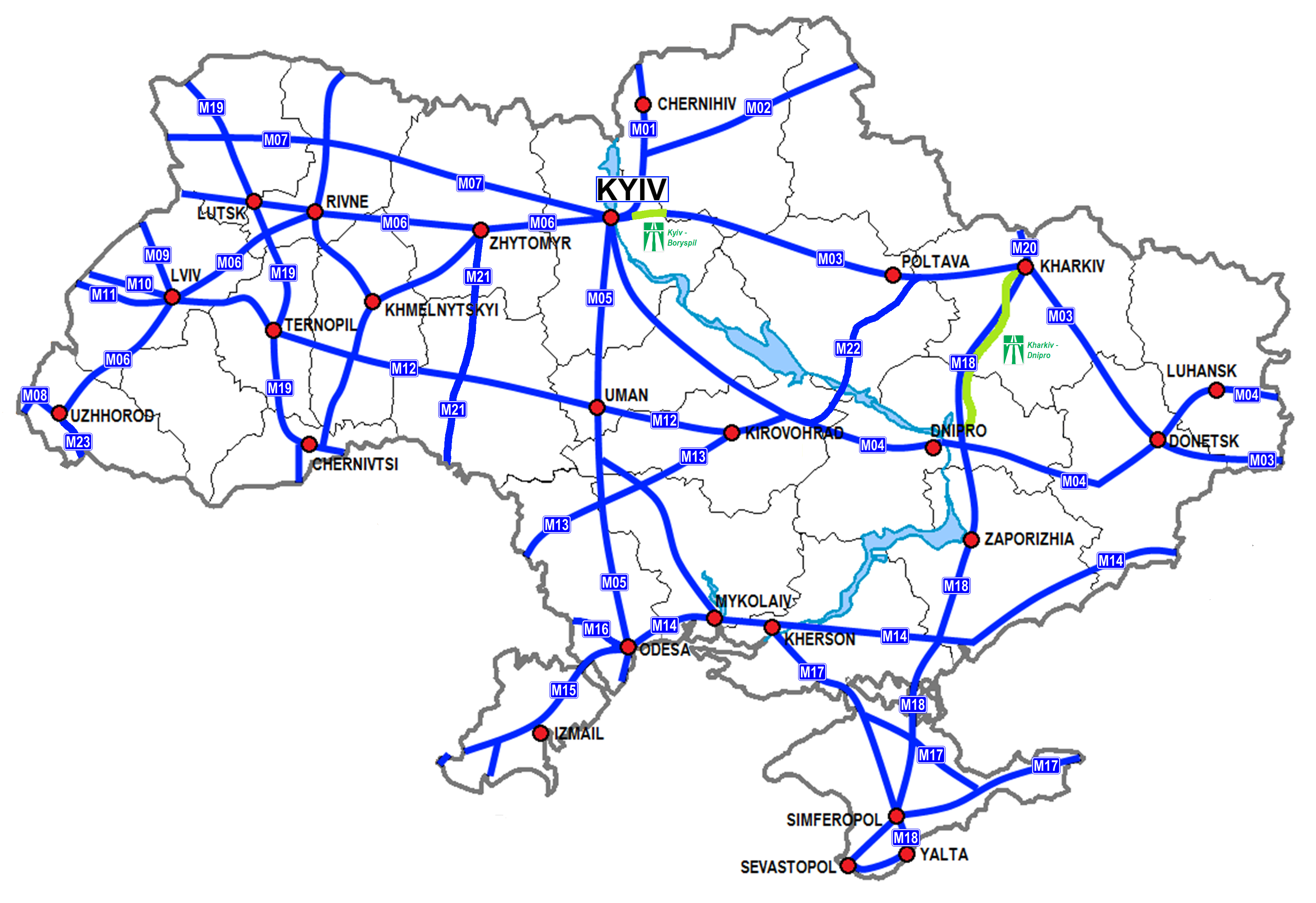
Ukrajna úthálózata

- aszfaltozott vagy borítással rendelkező: 164 732 km (ebből 17 km gyorsforgalmi út)

Az országban két szakaszon (összesen 193 km-en) működik autópálya, az ország úthálózatát főként az országos M jelzésű főutak teszik ki. Ezek a főutak nem mind alkalmasak nagy sebességű közlekedésre, Ukrajnára általánosan is jellemző a rossz útminőség.

## Vasúthálózat

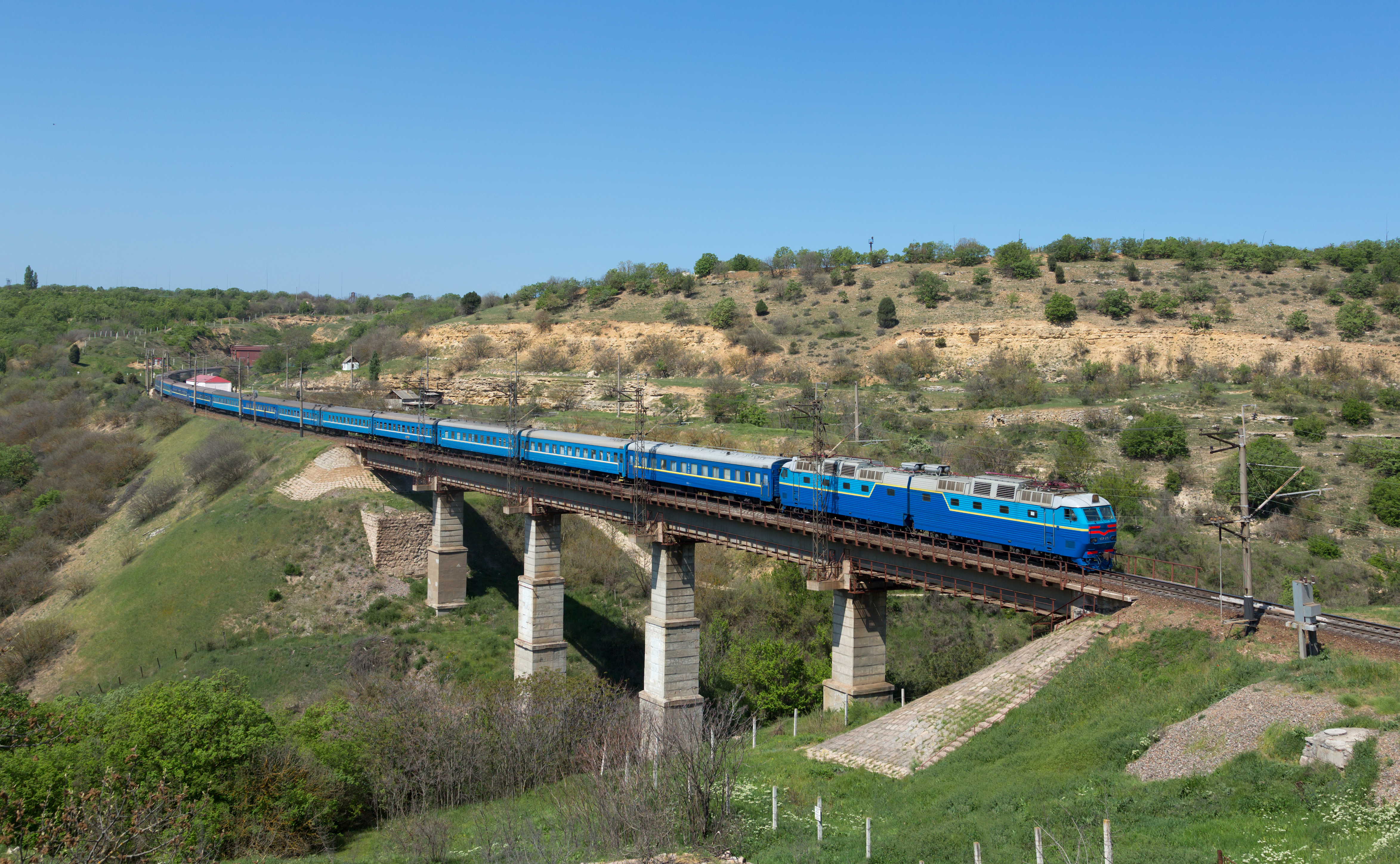
Jellegzetes kék-sárga festésű ukrán hálókocsis vonat.

- 21 733 km  széles nyomtávú, melyből villamosított 9729 km.[2]
- 49 km normál nyomtávú, végig villamosított (Csap és Munkács között).[2]

A pálya nem alkalmas 160 km/h-nál magasabb sebességgel való üzemeltetésre. A legnagyobb városok (Kijev, Lviv, Dnyipro, Odessza, Harkiv, Zaporizzsja, Krivij Rih, Ternopil, Kropivnickij) között Intercity és Intercity+ járatok közlekednek.

### Vasúti kapcsolat a szomszédos országokkal
- Oroszország – azonos nyomtáv (1520 mm)
- Fehéroroszország – azonos nyomtáv (1520 mm)
- Moldova – azonos nyomtáv (1520 mm)
- Románia – 1520 mm/1435 mm
- Magyarország – 1520 mm/1435 mm, de van normál nyomtávú kapcsolat is.
- Szlovákia – 1520 mm/1435 mm
- Lengyelország – 1520 mm/1435 mm, van normál nyomtávú kapcsolat a teherforgalom számára.

## Kikötők

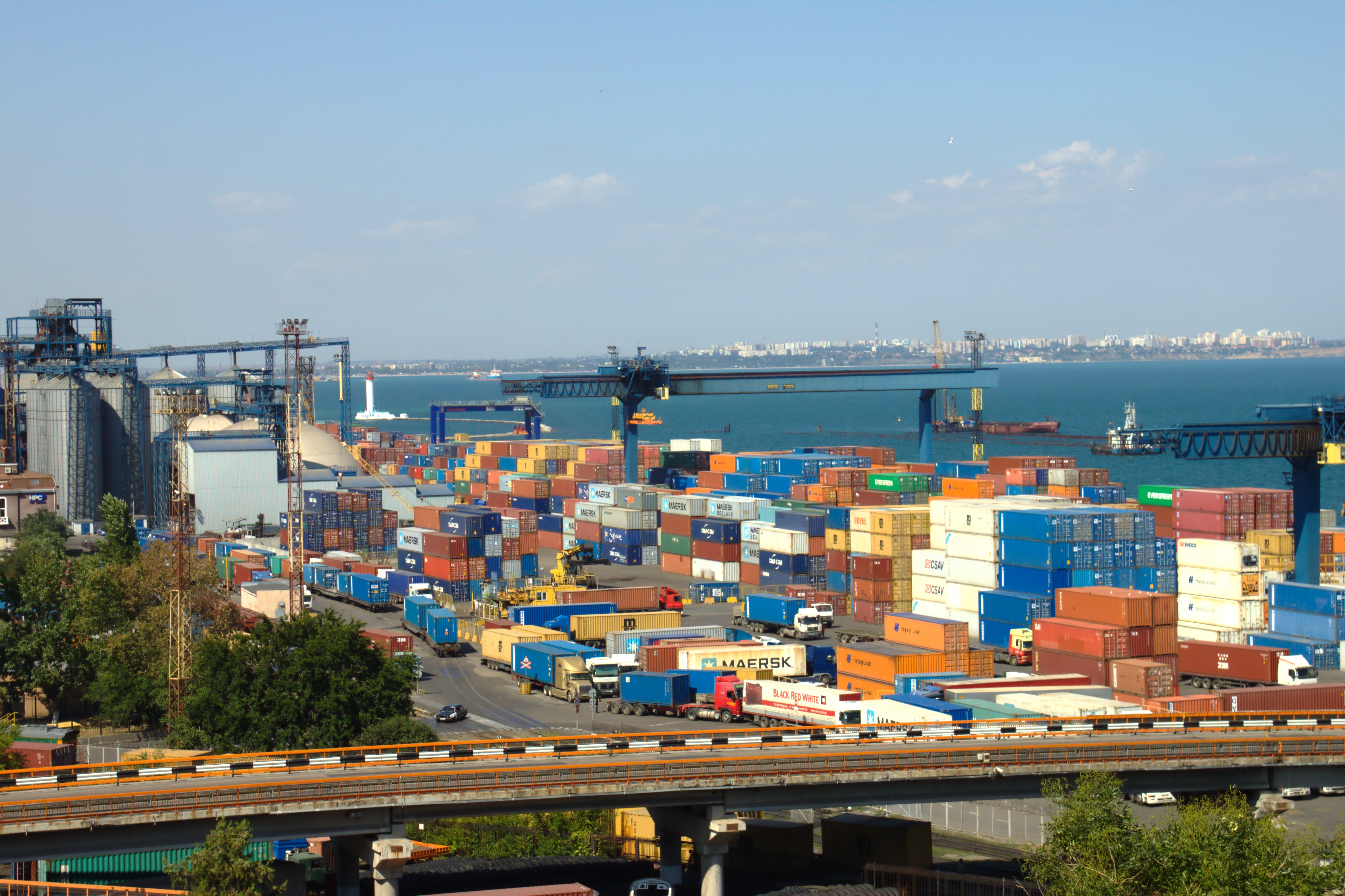
Kikötő Odesszában.

Az ország számos kikötővel rendelkezik a Fekete-tenger partján, ezek közül a legjelentősebbek Odessza, Feodoszija (zárva), Szevasztopol (zárva), Csornomorszk. Ezen kívül az Azovi-tengeren Mariupol fontos kikötő, és vannak még kikötők a Duna torkolatánál és több folyón is.

## Kereskedelmi flotta
- összesen: 408 hajó[2]

- Hajók típus szerint (2019-es becslés):
  - Ömlesztettáru-szállító: 1
  - Teherhajó: 84
  - Olajszállító: 15
  - Egyéb: 308[2]

## Repülőterek

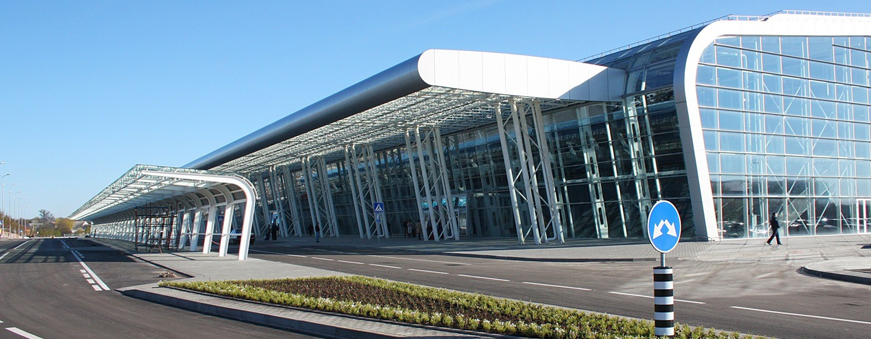
A lvivi repülőtér épülete.

### Aszfaltozott futópályával
- összesen 108 (2013)
- 3047 méternél hosszabb: 13
- 2438–3047 méter: 42
- 1524–2437 méter: 22
- 914–1523 méter: 1
- 914 méternél rövidebb: 28 [2]

Ukrajna legnagyobb repülőtere a Boriszpili nemzetközi repülőtér (Kijev).

### Aszfaltozott futópálya nélkül
- összesen 79 (2013)
- 1524–2437 méter: 5
- 914–1523 méter: 5
- 914 méternél rövidebb: 69 [2]